# Texas Eagle (Amtrak)
Le Texas Eagle est un train des États-Unis qui relie Chicago à Los Angeles.

## Histoire
Le Texas Eagle qui succède en 1988 à l'Eagle est l'héritier du train homonyme Texas Eagle qui a circulé de 1948 à 1971 pour les compagnies Missouri Pacific Railroad et Texas and Pacific Railway. La première gérait les tronçons Saint-Louis à Texarkana et Taylor à San Antonio, la deuxième gérait le tronçon Texarkana à Fort Worth. Le 2 octobre 1981  le train Inter-American ayant été rebaptisé Eagle, c'est le 15 novembre  1988 que l'Eagle à son tour est rebaptisé Texas Eagle. Les deux trains ne suivent pas le même tracé au Texas; alors que l'Eagle intégrait la section pour Houston, la section Houston est contournée pour le Texas Eagle.

## Caractéristiques
Propriété de BNSF, Canadian National et Union Pacific, le train est composé d'une locomotive GE Genesis, d'une voiture-lits, d'une voiture-bar promenoir, d'un wagon à bagages, de deux voitures passagers type Superliner et d'une voiture-restaurant.

## Exploitation

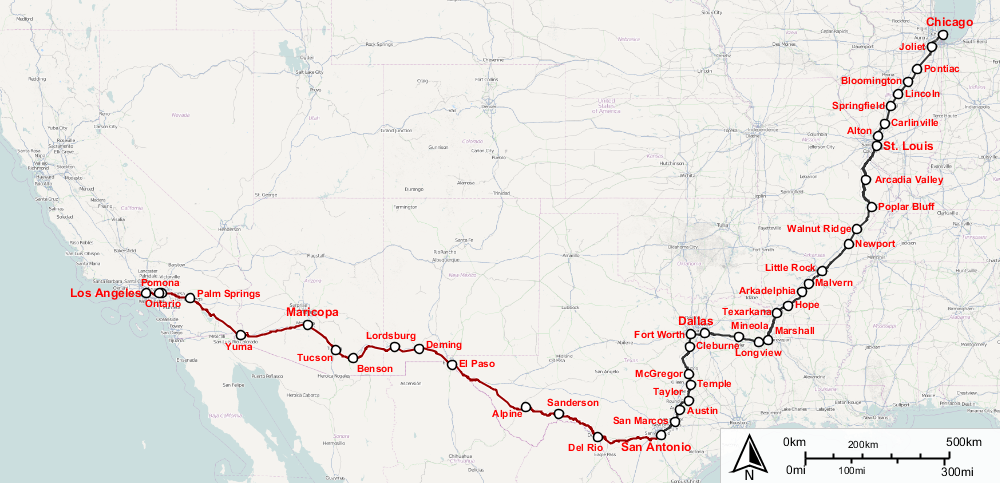
Carte du Texas Eagle

Le Texas Eagle circule trois fois par semaine. Le voyage de Chicago à San Antonio dure 32 heures et celui de Chicago à Los Angeles dure 68 heures et 45 minutes.